# 감포로 (경주시)
감포로(甘浦路, Gampo-ro)은 경상북도 경주시 감포읍 중심지를 연결하는 도로이다.

## 노선 경로
- 삼거리 명칭 미상 - 동해안로 (국도 제31호선)
- 오류삼거리 - 동해안로 (국도 제31호선)

## 주요 건물 및 시설
- 동아사 - 경상북도 경주시 감포읍 감포로 9-6
- 소원사 - 경상북도 경주시 감포읍 감포로 91-84
- 노벰버리조트 - 경상북도 경주시 감포읍 감포로 226-4

## 같이 보기
- 감포항
- 감포읍